# Пескова, Анна Владиславовна
Анна Владиславовна Пескова (род. 11 ноября 1985, Челябинск, РСФСР, СССР) — российская актриса кино, дубляжа, телеведущая и кинопродюсер. Являлась совладельцем кинокомпании «2Д Целлулоид». Наиболее известна по ролям в таких телевизионных сериалах как «Тест на Беременность» (2014), «Фамильные ценности» (2015), «Бумеранг» (2017) , «Тур с Иванушками». Лауреат премии Международного фестиваля военного кино имени Юрия Озерова за лучшую женскую роль второго плана в фильме «Прощаться не будем». В качестве продюсера приняла участие в производстве фильма «Хороший мальчик», который был удостоен Гран-при XXVII Открытого российского кинофестиваля «Кинотавр» и был представлен на Голливудском кинофестивале в номинации «Лучший художественный фильм».

## Биография

### Ранние годы
Родилась 11 ноября 1985 года в Челябинске. Отец — Песков Владислав Олегович, инженер-энергетик, фотограф. Мать — Пескова Алла Альбертовна — профессиональный музыкант (фортепиано), искусствовед (Академия художеств), кандидат философских наук, автор двух монографий, с 2011 года в новом браке, проживает во Франции. Училась Анна в гимназии с углублённым изучением французского и английского языков. В начальной школы занималась народными танцами и музыкой. В 10 лет родители записали Анну в театральную студию, что во многом определило выбор её дальнейшей профессии. В 13 лет она получила приглашение принять участие в спектакле «Маленький трубочист» на сцене Челябинского Камерного театра, где сыграла одну из главных ролей.
После окончания школы, в возрасте семнадцати лет, поступила в Театральный институт имени Бориса Щукина в Москве, однако, проучившись год, вернулась в Челябинск, где продолжила обучение в Челябинской государственной академии культуры и искусств на факультете «Театр, кино и телевидение».

### Карьера
В годы обучения в Челябинской государственной академии начала работать на местном телевидении. После окончания ВУЗа устроилась ведущей в челябинское подразделение канала СТС, где проработала с 2006 по 2008 год. Затем ей поступило предложение переехать в Санкт-Петербург для работы в СТС-Петербург. Однако, спустя два месяца после её переезда, канал был закрыт и Анна приняла решение попробовать себя в качестве киноактрисы.
Первыми её работами в кино стали эпизодические роли в сериалах «Литейный» (2008), «Улицы разбитых фонарей» (2009), "Одержимый "(2009), «Сонька: Продолжение легенды» (2010), «Бомж» (2010) и ряде других. После сериала «Слово женщине» (2010) в её сторону начинают поступать приглашения с ролями в полнометражном кино. В 2010 году Анна принимает участие в съёмках трёх кинофильмов: «Снайпер», «Клуб счастья» и «Мастер». Далее следуют роли в сериалах «Защита свидетелей» (2011), «Военная разведка. Северный фронт» (2012), «Всё началось в Харбине» (2012), «Ржавчина» (2012), «Хвост» (2012), «Любовь за любовь» (2013), «Верь мне» (2014), «Высокая кухня» (2014).
В 2014 году Анна получает роль интриганки Инги Елизаровой в сериале «Тест на беременность» режиссёра Михаила Вайнберга. После неё следуют главные роли в сериалах «Фамильные ценности» (2015) и «Бумеранг» (2017). В 2016 году, параллельно от съёмок в сериалах, Анна с фильмом «Хороший мальчик» дебютировала уже как продюсер. В 2017 году также снялась в кинофильме «Прощаться не будем», за которую в дальнейшем получила премию Международного кинофестиваля военного кино имени Юрия Озерова в номинации «Лучшая женская роль второго плана».
В 2018 году Анна также была удостоена награды в номинации «Лучший актёр игрового кино» в рамках Фестиваля кино- и интернет-проектов «Человек труда», где был представлен проект «Тест на беременность».
В 2017 году у Анны родилась дочь Анастасия. После небольшого декретного отпуска она продолжила продюсерскую деятельность, работая над такими фильмами, как «Трудности выживания» (2019) и «Экспонат» (2019).

### Личная жизнь
В 2014 году познакомилась с Дмитрием Пристансковым, который на тот момент работал в ПАО «Норникель» в должности Директора федеральных и региональных программ. В 2016 году пара сыграла свадьбу. А в декабре 2017 году родилась дочь Анастасия.

## Награды и номинации
| Год  | Премия                    | Номинация                                              | Результат | Ист.   |
| ---- | ------------------------- | ------------------------------------------------------ | --------- | ------ |
| 2008 | Премия «Персона Телесемь» | Самая популярная телеведущая развлекательной программы | Победа    | [ 15 ] |
| 2018 | Women Time Awards         | За активное участие в развитии киноиндустрии           | Победа    | [ 16 ] |
| 2019 | Successful Ladies Awards  | Лучшая киноактриса                                     | Победа    | [ 17 ] |

### Ведомственные награды
- Медаль «За пропаганду спасательного дела» (МЧС России, 2017) — за роль врача поисково-спасательного отряда МЧС России Татьяны Беловой в телесериале «Пять минут тишины»[18][19]

## Фильмография

#### Роли в кино
1. 2010 — Слово женщине — Аня
2. 2010 — ГАИшники — Юля
3. 2010 — Дорожный патруль 4 — Женя
4. 2010 — Семейный очаг — Лида
5. 2010 — Цвет пламени — девушка
6. 2010 — Мастер — Алла Васильева
7. 2012 — Встречное течение — Лиза
8. 2012 — Врача вызывали? — Жанна
9. 2012 — Любовь и разлука — Зара
10. 2012 — Защита свидетелей — Анечка
11. 2012 — Военная разведка — Саша Кострова
12. 2012 — Всё началось в Харбине — медсестра Марина
13. 2012 — Наружное наблюдение — Тамара
14. 2012 — Хвост — Тина
15. 2012 — Мамочка моя — Анна
16. 2013 — Ржавчина — Даша
17. 2013 — Морские дьяволы. Смерч — Алёна
18. 2013 — Дело на двоих — Анна Зуева
19. 2013 — Любовь не делится на два — Марина
20. 2013 — Иностранец — Леночка
21. 2013 — Любовь за любовь — Нина
22. 2014 — Верь мне — Лиза
23. 2014 — Высокая кухня — Маша
24. 2014 — Тест на беременность — Инга Елизарова
25. 2015 — Любовь в розыске — Соня
26. 2015 — Убийство на троих — Ольга
27. 2015 — Двойная сплошная — Елена
28. 2016 — Москва. Центральный округ — Анна Кряжина
29. 2017 — Прощаться не будем — Надя Сысоева
30. 2017 — Бумеранг — Даша
31. 2017 — Двойная сплошная-2 — Елена
32. 2017 — Фамильные ценности — Татьяна Гореева
33. 2017 — Пять минут тишины — Таня
34. 2018 — Пять минут тишины-2 — Таня
35. 2019 — Тест на беременность-2 — Инга Елизарова
36. 2019 — Донбасс. Окраина — Оксана
37. 2021 — Лётчик — Ольга Гончарова
38. 2024 — Тур с Иванушками — Ася

#### Продюсер
- 2016 — Хороший мальчик — продюсер
- 2017 — Смерть шейха — сопродюсер
- 2017 — Малыш — сопродюсер
- 2018 — Прощаться не будем — сопродюсер
- 2019 — Хэппи-энд — продюсер
- 2020 — Лётчик — сопродюсер

#### Телевидение
- 2006—2008 — Телеканал СТС-Челябинск — телеведущая